# جفعات زئيف
مستوطنة جفعات زئيف (بالعبرية: גִּבְעַת זְאֵב) وهي مستوطنة تقع بالضفة الغربية على بعد 5 كم شمال غرب القدس إلى الجنوب من الطريق السريع 443. تأسست سنة 1977، وأعلنت مجلس بلدي سنة 1983، وسميت نسبة لزائيف جابوتنسكي.

## التاريخ
في عام 1888 بدأت بعض الجماعات اليهودية بالتملك بقرية النبي صموئيل واستطاعوا تملك 2000 دونم، وفي عام 1924 بدأت محاولات اليهود للهجرة إلى القرية، لكن لم يستطيعوا البقاء بالقرية بسبب ثورة البراق. وقبل حرب أكتوبر بدأت هجرة بعض اليهود من السوفييت إلى الجنوب من المنطقة الحالية تسمى منطقة «غيبون» والتي كان فيها معسكر للجيش الأردني في السابق، كما بدأت حركة غوش ايمونيم (بالعبرية: גוש אמונים) بالحصول على أراضي في المنطقة دون الحصول على إذن من الحكومة الإسرائيلية.
وبعد وصول مناحم بيجن إلى السلطة في إسرائيل سنة 1977، قررت الحكومة الإسرائيلية سنة 1979 بناء مستوطنة جفعات زئيف بالقدس، وبدأ البناء سنة 1983، وسكن فيها 4000 إسرائيلي سنة 1986م.